# Liste der Naturdenkmale in Stipshausen
Die Liste der Naturdenkmale in Stipshausen nennt die im Gemeindegebiet von Stipshausen ausgewiesenen Naturdenkmale (Stand 15. Juli 2013).

## Naturdenkmale
| Nr.         | Bezeichnung  | Lage                                                  | Beschreibung                                                             | Bild                                    |
| ----------- | ------------ | ----------------------------------------------------- | ------------------------------------------------------------------------ | --------------------------------------- |
| ND-7134-445 | Kaisergarten | an der L 162 am südlichen Ortseingang Lage            | Tilia sp., acht Bäume; anlässlich der Reichsgründung nach 1871 gepflanzt | Direkt Bild zu diesem Denkmal hochladen |
| ND-7134-446 | Zwei Buchen  | westlich des Ortes; Abteilung Vier-Gemeinde-Wald Lage | Fagus sylvatica, zwei Bäume                                              | Direkt Bild zu diesem Denkmal hochladen |